# Hainmühle (Feuchtwangen)
Hainmühle ist ein Gemeindeteil der Stadt Feuchtwangen im Landkreis Ansbach (Mittelfranken, Bayern). Hainmühle liegt in der Gemarkung Krapfenau.

## Geografie
Die Einöde liegt etwa dreieinhalb Kilometer südöstlich der Feuchtwangener Stadtmitte am linken Ufer der Sulzach. Die Kreisstraße AN 41 führt nach Feuchtwangen (2,5 km nördlich) bzw. nach Krapfenau (1 km südöstlich).

## Geschichte
Im Jahr 1376 wurde der Ort als „Haimüll“ bezeugt, 1408 als „Hainmul“.
Der Ort lag im Fraischbezirk des ansbachischen Oberamtes Feuchtwangen. Im Jahr 1732 gab es zwei Anwesen (eine Mahl- und Schneidmühle, ein Gut). Die Grundherrschaft hatte das Stiftsverwalteramt Feuchtwangen. Gegen Ende des Alten Reiches gab es eine Untertansfamilie. Von 1797 bis 1808 unterstand der Ort dem Justiz- und Kammeramt Feuchtwangen. 
Mit dem Gemeindeedikt (frühes 19. Jahrhundert) wurde Hainmühle dem Steuerdistrikt Heilbronn und der Ruralgemeinde Krapfenau zugeordnet. Im Zuge der Gebietsreform in Bayern wurde Hainmühle am 1. Juli 1971 nach Feuchtwangen eingemeindet.

### Ehemaliges Baudenkmal
- Mühle, erbaut 1798; Obergeschoss 1962 erneuert; zweigeschossiger Putzbau mit vier zu sieben Achsen und Satteldach; am Untergeschoss Wappen (Löwen mit Mühlrad) und Jahreszahl „1798“[10]

### Einwohnerentwicklung
| Jahr      | 001818 | 001840 | 001861 | 001871 | 001885 | 001900 | 001925 | 001950 | 001961 | 001970 | 001987 |
| Einwohner | 9      | 7      | 8      | 8      | 9      | 8      | 7      | 11     | 4      | 3      | 5      |
| Häuser    | 2      | 2      |        |        | 2      | 2      | 1      | 1      | 1      |        | 1      |
| Quelle    | [ 12 ] | [ 13 ] | [ 14 ] | [ 15 ] | [ 16 ] | [ 17 ] | [ 18 ] | [ 19 ] | [ 20 ] | [ 21 ] | [ 1 ]  |

## Religion
Der Ort ist seit der Reformation evangelisch-lutherisch geprägt und bis heute nach St. Johannis (Feuchtwangen) gepfarrt. Die Einwohner römisch-katholischer Konfession sind nach St. Ulrich und Afra (Feuchtwangen) gepfarrt.